# Leptictidae
Los leptíctidos (Leptictidae) son una familia extinta de mamíferos euterios prehistóricos. Fue descrita por Theodore Gill en 1872 y, actualmente, comprende ocho géneros. Forma parte del orden Leptictida.
Todavía no se conocen con absoluta certeza sus relaciones taxonómicas intrafamiliares y suprafamiliares. Tenían un aspecto similar al de las musarañas actuales.

## Géneros
La familia Leptictidae comprende un total de ocho géneros:

### SubfamiliaLeptictinae

#### Blacktops
Descrito por Meehan & Martin en 2010. Del Oligoceno de Norteamérica.

#### Leptictis
Descrito por Joseph Leidy en 1868. Estaba emparentado con el género Leptictidium, un género mucho más conocido.

#### Megaleptictis
Descrito por Meehan & Martin en 2012. Del Eoceno de Norteamérica. Mucho mayor que Leptictis.

### Myrmecoboides
Descrito por Gidley en 1915. Se trataba de animales pequeños del tamaño de un ratón, y representan un linaje de Leptictidae con una relación mucho más lejana que los demás miembros que componen la familia.

### Ongghonia
Descrito por Kellner y Malcolm C. McKenna en 1996. Se han encontrado fósiles en el yacimiento de Ulaan Khongil, en Mongolia.

### Palaeictops
Descrito por Matthew en 1899. El género apareció en el Daniense y se extinguió en el Lutetiano. Podría tratarse del antepasado de los Leptictis.

### Prodiacodon
Descrito por Matthew en 1929. Se trataba de un mamífero herbívoro parecido a los puercoespines de hoy en día. Apareció en el Daniense y se extinguió en el Ypresiense. Su peso variaba entre los treinta y doscientos gramos, y su tamaño era similar al de un ratón o una rata. Sus dientes tenían cúspides grandes y afilados, muy típicos de los animales insectívoros. La estructura de sus patas se asemejaba a la de los animales de la familia Pseudorhyncocyonidae, con las patas delanteras más cortas que las traseras, pero, a diferencia de Leptictidium, la tibia y el peroné de Prodiacodon estaban fusionados a la mitad de su longitud. La anatomía de las patas delanteras muestra que podrían haber sido animales excavadores.

### Xenacodon
Descrito por Matthew y Granger en 1921.

### Gallolestes
Descrito por J. A. Lillegraven en 1976, consta de un leptíctido endémico de Baja California en la Formación El Gallo perteneciente a la fauna local El Rosario del Cretácico tardío, hace aproximadamente 70 millones de años. Su formación se encontró asociada a dinosaurios en un sistema ambiental denominado ecosistemas de transición. La especie que fue descubierta, Gallolestes pachymandibularis, se le atribuye una ecología de insectívoro en una zona de estuario y/o bahía.